# 白玛岗寺
白玛岗寺，位于西藏自治区日喀则地区亚东县上亚东乡白玛岗村，是一座苯教寺院。

## 简介
白玛岗寺位于西藏自治区日喀则地区亚东县上亚东乡白玛岗村，据说是日星寺的子寺，创建者是苯教喇嘛雍仲吉，但具体创建年代不详。该寺的传承采用律传堪布（喇嘛）制，历经14位喇嘛（堪布）传承，第14位喇嘛是雍仲次旺。21世纪初，该寺有常住僧人3名，传承喇嘛则尚未确定，信众主要在白玛岗村，约30多户，信众布施是该寺的主要经济来源。该寺的主要宗教活动有“纪念念美诞辰日”、“纪念辛绕诞辰日”、“慈久”等等。
据传说，白玛岗寺是由第一任喇嘛雍忠吉依照苯教大师陈巴南喀的预示而在白玛岗创建，取名“大乘密续雍忠之地”。自雍忠吉喇嘛至雍仲次旺喇嘛期间，先后有14位喇嘛（堪布）住持白玛岗寺。其中，第五任喇嘛阿措成为苯教的一代宗师，他对该寺进行了改扩建，每年举办传召法会；第六任喇嘛旦巴江参开创了该寺的藏药研发；第七任喇嘛伦珠曾经为达赖举办过长寿仪轨；第十二任喇嘛雍忠旺杰曾赴不丹传苯教；第十四任喇嘛雍仲次旺时期，该寺大殿饰以金顶，并且扩建了跳神广场。
文化大革命中，该寺遭到破坏。后来，老僧人雍忠次仁、次仁旺堆、巴桑罗布等人重修大殿，主供顿巴辛绕米沃、西热玛瓦森格、大师三从即陈巴南喀、次旺仁增罗布、莲花生等等。